# Cyaniris cara
Cyaniris cara är en fjärilsart som beskrevs av De Nicéville 1898. Cyaniris cara ingår i släktet Cyaniris och familjen juvelvingar. Inga underarter finns listade i Catalogue of Life.